# Homoneura observans
Homoneura observans är en tvåvingeart som först beskrevs av Walker 1859.  Homoneura observans ingår i släktet Homoneura och familjen lövflugor. Inga underarter finns listade i Catalogue of Life.